# Благовіщенка (Казахстан)
Благові́щенка (каз. Благовещен) — село у складі Жамбильського району Північноказахстанської області Казахстану, колишній його адміністративний центр. Адміністративний центр Благовіщенського сільського округу.
Населення — 2806 осіб (2021; 3106 у 2009, 3603 у 1999, 4676 у 1989).
Національний склад станом на 1989 рік:
- росіяни — 33 %
- казахи — 26 %
- українці — 25 %.